# Winifred Bryson
Winifred Bryson, nata Winifred Brison (Los Angeles, 20 dicembre 1892 – Los Angeles, 20 agosto 1987), è stata un'attrice statunitense.

## Filmografia parziale
- Peer Gynt, regia di Oscar Apfel e Raoul Walsh (1915)
- A Heart to Let, regia di Edward Dillon (1921)
- Her Face Value, regia di Thomas N. Heffron (1921)
- Suzanna, regia di F. Richard Jones (1923)
- Truxton King, regia di Jerome Storm (1923)
- Crashin' Thru, regia di Val Paul (1923)
- Il gobbo di Notre Dame (The Hunchback of Notre Dame), regia di Wallace Worsley (1923)
- Alba tonante (Thundering Dawn), regia di Harry Garson (1923)
- Pleasure Mad, regia di Reginald Barker (1923)
- Don't Doubt Your Husband, regia di Harry Beaumont (1924)
- The Law Forbids, regia di Jess Robbins (1924)
- Barriere infrante (Broken Barriers), regia di Reginald Barker (1924)
- Flirting with Love, regia di John Francis Dillon (1924)
- The Lover of Camille, regia di Harry Beaumont (1924)
- Adoration, regia di Frank Lloyd (1928)